# Грилль, Лео
Лео Грилль (нем. Leo Grill; 24 февраля 1846, Пешт, Австрийская империя — 12 мая 1919, Эрвальд, Австрия) — австрийско-немецкий музыкальный педагог и композитор.
Учился в Мюнхене у Франца Лахнера. Автор серенады для оркестра, камерной музыки (в том числе струнного квартета), фортепианных, хоровых и вокальных сочинений.
Преимущественно известен как многолетний (1871—1907) профессор композиции в Лейпцигской консерватории. Был, в частности, учителем Леоша Яначека, которого поначалу оттолкнул педантичный подход Грилля, но затем учитель и ученик нашли общий язык, и юный Янечек с восторгом писал о том, как Грилль читает ему персональные лекции. Среди других учеников Грилля — Генри Шонфельд.